# Violetta Schurawlow
Violetta Schurawlow, née le 1er mars 1986 à Angren en URSS, est une actrice allemande de cinéma. Elle a notamment jouée dans le film Cold Hell.

## Biographie
Violetta Schurawlow est née le 1ermars 1986 à Angren en URSS (Ouzbékistan) et a grandi à Clèves en Allemagne de l'Ouest à partir de 1990.
Après son diplôme de fin des études elle fait une école de cuisine puis devient mannequin international pour enfin s'orienter vers les cours de l'Académie de théâtre de Cologne. En 2014 elle entame une carrière dans le cinéma.

## Filmographie Sélective

### Cinéma
- 2017 :  Familiye, premier rôle féminin
- 2017 : Cold Hell, premier rôle
- 2014 : Honig im Kopf, rôle secondaire

## Distinction
- 2017 : Prix de la meilleure actrice au festival FanTasia pour Cold Hell

## Nomination
- Prix du cinéma autrichien en 2018 : meilleure actrice pour Cold Hell
- Fangoria Chainsaw Awards 2019 : meilleure actrice pour Cold Hell